# Autocomposição
A autocomposição é um método de resolução de conflitos entre pessoas e consiste em: um dos indivíduos, ou ambos, criam uma solução para atender os interesses deles, chegando a um acordo.
Isso pode ser realizado por meio de criação e/ou de divisão de valores,podendo-se fazer, ou não, um ajuste de vontades entre as partes. Pode haver a participação de terceiros (conciliador ou mediador) ou não (negociação e evitação de conflito).
A, mediação, por exemplo, no parágrafo único da Lei n° 13.140/15, é considerada como "a atividade técnica exercida por terceiro imparcial sem poder decisório, que, escolhido ou aceito pelas partes, as auxilia e estimula a identificar ou desenvolver soluções consensuais para a controvérsia".
Pode-se dizer que a autocomposição, mesmo advinda dos primórdios da civilização, continua existindo até hoje no direito brasileiro. Inclusive, a autocomposição é fomentada pelas leis mais atuais no Brasil, como a lei de mediação e o novo CPC. O NCPC, por oportuno, descreve que "a conciliação, a mediação e outros métodos de solução consensual de conflitos deverão ser estimulados por juízes, advogados, defensores públicos e membros do Ministério Público, inclusive no curso do processo judicial".